# 芯材
芯材，常用于制作夹层结构材料。夹层结构材料主要由上面板、上胶合层、芯材、下胶合层、下面板构成。芯材主要承受了夹层结构材料所承受的横向剪切力，此外，还具有稳定面板，防止材料局部屈服的作用。
轻质芯材按照材料常分为硬质泡沫与巴沙轻木两类：

硬质泡沫芯材：主要有聚氯乙烯（PVC）、聚醚酰亚胺（PEI）、聚氨酯（PU）、聚乙烯（PET）、聚甲基丙烯酰亚胺（PMI）五类。其中PVC泡沫芯材具有较好的力学性能，可用于承载要求高的产品，常见的有AIREX和DIAB品牌；PEI泡沫芯材具有较好的阻燃性能，适用于飞机及轨道列车等领域，常见的PEI泡沫芯材为AIREX R82；PU泡沫芯材力学性能一般，但加工方便切成本较低，适用于载荷较小的情况；PET泡沫芯材综合性能较PVC泡沫差，但更加环保且成本较低，市场常见的PET泡沫芯材有AIREX T90和T91；PMI泡沫芯材具有较高的强度和刚度，在经过高温处理后，可承受190℃固化工艺对泡沫的尺寸稳定性要求。

巴沙轻木芯材：即由巴沙轻木作为芯材材料制成。巴沙轻木微观结构上，是一种致密的蜂窝状结构，故相对硬质泡沫来讲具有更好的力学性能，但其离散性大，不同批次原料性能会有一定不同，且巴沙轻木产自特定地区，故产量有一定限制。目前世界上最大的巴沙轻木种植园位于厄瓜多尔，是由3A集团投资建设。常见的巴沙轻木芯材品牌有BALTEK的SB系列产品。